# Loxosceles belli
Espèce
Loxosceles belli est une espèce d'araignées aranéomorphes de la famille des Sicariidae.

## Distribution
Cette espèce est endémique du Coahuila au Mexique.

## Description
Le mâle holotype mesure 6,1 mm et la femelle 7,7 mm.

## Étymologie
Cette espèce est nommée en l'honneur de William Bell.

## Publication originale
- Gertsch, 1973 : A report on cave spiders from Mexico and Central America. Studies on the cavernicole fauna of Mexico and adjacent regions, Association of Mexican Cave Studies Bulletin, vol. 5, p. 141-163 (texte intégral).